# Tătăranu
Tătăranu – wieś w Rumunii, w okręgu Vrancea, w gminie Tătăranu. W 2011 roku liczyła 1157
mieszkańców.